# Близнюки (Матриця)
Близнюки — персонажі фільму «Матриця: Перезавантаження» (2003), слуги Меровінга, ролі яких виконують актори Едріан і Ніл Рейменти. Близнюки носять дредлоки (що надає можливість бачити в них певну версію растафаріанства), одягнені в білі костюми, білі краватки та білі плащі. Вони можуть проходити крізь предмети та здійснювати примарне напівіснування.

## Стислі відомості
У «Перезавантаженні» Близнюки вперше з'являються, коли Нео, Трініті і Морфей йдуть до Меровінга в ресторан — вони курять кальян і посміхаються, коли Меровінг відмовляє Нео в проханні віддати Майстра Ключів. Близнюки вимовляють у фільмі всього кілька фраз, але говорять при цьому з британським акцентом і, звертаючись один до одного, постійно говорять «ми», а не «я».
Після того, як Нео звільняє Майстра Ключів, Близнюки рушають в погоню за Морфеєм, Трініті і Майстром. Під час погоні вони яскраво демонструють свої здібності — кулі пролітають крізь них, не завдаючи ніякої шкоди, а якщо хтось з них і зазнає поранення, то, переходячи в примарну форму, миттєво зцілює рани. Морфей викрадає автомобіль, але Близнюки кидаються за ним в погоню. Після довгої погоні Морфей все-таки примудряється перевернути машину Близнюків, розстріляти її бензобак і підірвати авто разом із пасажирами.
Близнюки використовують два характерних види зброї — пістолет-кулемет HK UMP і небезпечну бритву.